# Лісисті Карпати

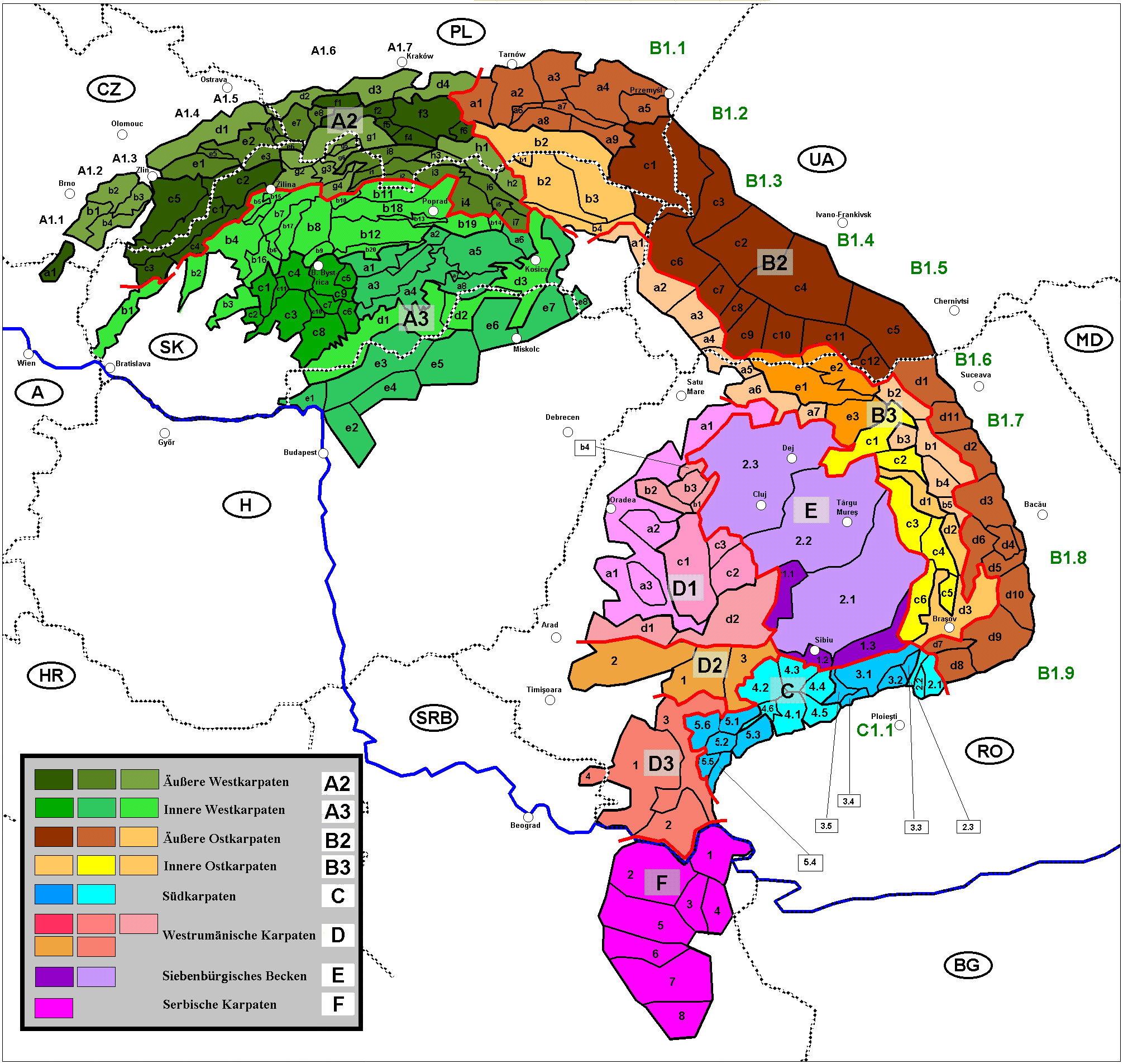
Лісисті Карпати: у межах Східних Карпат позначено на ділянці B2 від c1 до c12.

Лісисті Карпати (нім. Waldkarpaten, угор. Erdős-Kárpátok, пол. Karpaty Lesiste) — частина Східних Карпат в Україні, Польщі та Словаччини. Розкинулися на 350 км від виток рік Біла і Топля до Тиси і Черемоши. Найвища точка — гора Говерла (2061 м н.м.) в пасмі Чорногора, Україна.
Геологія
Заложений переважно фліш крейдового і палеогенового періодів.
Складові частини
Західні Бескиди, Ґорґани, Полонисті гори, Чорногора, Свидовець, Гриняви, Покутсько-Буковинські Карпати.
Закарпатська область займає частину Лісистих Карпат на південь від вододолу.